# Qamar Zaman
Qamar Zaman (* 11. April 1952 in Quetta) ist ein ehemaliger pakistanischer Squashspieler.

## Werdegang
Qamar Zaman war zwischen 1971 und 1986 als Squashspieler aktiv und erreichte in dieser Zeit viermal das Finale der Weltmeisterschaft im Einzel, ohne je den Titel zu gewinnen. 1977, 1979 und 1980 unterlag er jeweils dem Australier Geoff Hunt, 1984 musste er sich Landsmann Jahangir Khan geschlagen geben. Mit der pakistanischen Nationalmannschaft gewann er jedoch 1981, 1983 und 1987 den Weltmeistertitel. Auch die Asienmeisterschaft gewann er mehrfach mit der Mannschaft, im Einzel gelang ihm dies sowohl 1984 als auch 1986. Bei seinem zweiten Einzeltitel war Qamar Zaman bereits 44 Jahre alt. Darüber hinaus gewann er 1975 nach einem 3:0-Finalsieg über Gogi Alauddin die British Open. Im Januar 1975 wurde Qamar Zaman an der Spitze der Weltrangliste geführt.
Sein Sohn Mansoor Zaman war ebenfalls als Squashprofi, sein Enkel Noor Zaman spielt seit 2023 regelmäßig auf der Profitour.

## Erfolge
- Vizeweltmeister: 4 Finalteilnahmen (1977, 1979, 1980, 1984)
- Weltmeister mit der Mannschaft: 3 Titel (1981, 1983, 1987)
- 24 Monate Weltranglistenerster
- British Open: 1975
- Asienmeister: 2 Titel (1984, 1986)
- Mehrfacher Asienmeister mit der Mannschaft